# Plexaurella grisea
Plexaurella grisea is een zachte koraalsoort uit de familie Plexauridae. De koraalsoort komt uit het geslacht Plexaurella. Plexaurella grisea werd in 1916 voor het eerst wetenschappelijk beschreven door Kunze. 